# Hermann Angerer
Hermann Angerer (* 22. November 1875 in Mindelheim; † 1958) war ein deutscher Ingenieur und Reichsbahndirektionspräsident.

## Leben
Er war der Sohn eines Präparandenanstalts-Hauptlehrer. Nach dem Besuch des Gymnasiums studierte Hermann Angerer an der Technischen Hochschule in München und schloss als Maschineningenieur ab. 1902 trat er in den Dienst der Bayerischen Staatseisenbahn. Nachdem er die Prüfung für den höheren maschinentechnischen Dienst abgelegt hatte, erhielt er den Titel Regierungsbaumeister. 1907 erfolgte seine Ernennung zum Eisenbahnassessor und ab dieser Zeit war er als Assistent und ab 1910 als Vorsteher des Betriebswerkes I München und des Maschinenamtes München tätig. Von 1911 bis 1919 leitete er das Bahnbetriebswerk München und war für die Eisenbahntransporte durch München in der Zeit des Ersten Weltkrieges zuständig. 1914 wurde er zum Obermaschineninspektor befördert.
1920 wechselte Hermann Angerer in die Münchner Lokwerkstatt, deren Vorstand er bis 1922 war. Dann wechselte er zunächst als Hilfsarbeiter an das Reichsverkehrsministerium, Zweigstelle München. 1925 wurde Hermann Angerer zum Referenten und Mitglied der Gruppenverwaltung Bayern ernannt. 1926 wechselte er zur Reichsbahndirektion, wo er 1933 Vorsteher der Personenwagenausschusses wurde. Im gleichen Jahr wurde Hermann Angerer als Reichsbahndirektor zum Präsidenten der Reichsbahndirektion in Ludwigshafen am Rhein ernannt. 1936 wechselte er als Präsident zur Reichsbahndirektion nach Kassel. Zum 1. Oktober 1942 ging er in Pension. Nach dem Zweiten Weltkrieg waren seine Pensionsbezüge einige Zeit gesperrt.
Er war Mitglied des Vereins Deutscher Ingenieure, des Vereins mitteleuropäischer Eisenbahnverwaltungen sowie Freund der Technischen Hochschule München.

## Ehrungen
- König Ludwig-Kreuz